# Luis Armando Tineo Rivera

Wappen von Luis Armando Tineo Rivera

Luis Armando Tineo Rivera (* 10. Mai 1948 in Caracas, Venezuela) ist ein venezolanischer Geistlicher und emeritierter römisch-katholischer Bischof von Carora.

## Leben
Der Erzbischof von Caracas, José Alí Lebrún Moratinos, spendete ihm am 26. Juli 1980 die Priesterweihe.
Papst Benedikt XVI. ernannte ihn am 9. Februar 2007 zum  Weihbischof in Caracas und Titularbischof von Horrea Coelia. Der Erzbischof von Caracas, Santiago de Venezuela, Jorge Liberato Kardinal Urosa Savino, spendete ihm am 28. April desselben Jahres die Bischofsweihe; Mitkonsekratoren waren Erzbischof Giacinto Berloco, Apostolischer Nuntius in Venezuela, und Ubaldo Ramón Santana Sequera FMI, Erzbischof von Maracaibo.
Am 23. Juli 2013 ernannte Papst Franziskus Tineo Rivera zum Bischof von Carora. Am 23. Juni 2020 nahm Papst Franziskus seinen vorzeitigen Rücktritt an.